# Павлов Володимир Якович
Володимир Якович Павлов (26 жовтня 1923, місто Мосальськ, тепер Калузької області, Російська Федерація — 21 жовтня 1998, місто Москва) — радянський діяч, 2-й секретар Московського міського комітету КПРС, надзвичайний і повноважний посол СРСР в Угорщині та Японії, голова Державного комітету СРСР із іноземного туризму. Член ЦК КПРС у 1966—1990 роках. Депутат Верховної Ради СРСР 7—8-го скликань.

## Життєпис
Народився в родині службовця.
У 1941 році закінчив Московський технікум залізничного транспорту імені Андрєєва.
У 1941—1943 роках — технік зв'язку на будівництві залізниці в Москві; технік зв'язку, електромеханік на будівництві залізниць в Саратові і Саратовській області. У 1943—1944 роках — майстер відновного будівельно-монтаджного поїзду Головного управління військово-відбудовних робіт Народного комісаріату шляхів сполучення СРСР.
У 1944—1950 роках — студент Московського інституту інженерів залізничного транспорту. У 1948—1950 роках — секретар комітету ВЛКСМ Московського інституту інженерів залізничного транспорту.
Член ВКП(б) з 1948 року.
У 1950—1951 роках — 1-й секретар Дзержинського районного комітету ВЛКСМ міста Москви.
У 1951—1952 роках — начальник сектора комсомольської роботи політичного управління Міністерства шляхів сполучення СРСР.
У 1952—1956 роках — секретар, 2-й секретар Московського міського комітету ВЛКСМ.
У 1956—1960 роках — заступник завідувача відділу адміністративних органів, завідувач відділу транспорту і зв'язку Московського міського комітету КПРС.
У 1960—1962 роках — 1-й секретар Дзержинського районного комітету КПРС міста Москви.
У 1962 — 21 грудня 1965 року — секретар Московського міського комітету КПРС.
21 грудня 1965 — 11 березня 1971 року — 2-й секретар Московського міського комітету КПРС.
18 березня 1971 — 18 січня 1982 року — надзвичайний і повноважний посол СРСР в Угорській Народній Республіці.
11 січня 1982 — 27 лютого 1985 року — надзвичайний і повноважний посол СРСР в Японії.
7 березня 1985 — 27 червня 1989 року — голова Державного комітету СРСР із іноземного туризму.
З червня 1989 року — персональний пенсіонер союзного значення в Москві.

## Нагороди і звання
- два ордени Жовтневої Революції (25.08.1971, 27.12.1977)
- три ордени Трудового Червоного Прапора (21.06.1963, 21.10.1967, 25.10.1973)
- орден Дружби народів (25.10.1983)
- медалі
- надзвичайний і повноважний посол СРСР